# Margites sulcifrons
Margites sulcifrons là một loài bọ cánh cứng trong họ Cerambycidae.